# Temporada de tifones del Pacífico de 2013
La temporada de tifones del Pacífico de 2013 fue la más activa desde 1994 y la más mortífera desde 1975. La temporada inició con la formación de la tormenta tropical severa Sonamu el 1 de enero; sin embargo, la mayoría de las primeras diecisiete tormentas nombradas antes de la mitad del mes de septiembre fueron relativamente débiles, solo dos de estas alcanzaron la categoría de tifón. El tifón Soulik en julio fue el ciclón tropical más intenso en afectar a Taiwán en 2013. En agosto, el tifón Utor dejó pérdidas económicas en USD $2,6 mil millones y mató a 97 personas, convirtiéndose en el segundo ciclón tropical más mortífero de las Filipinas en 2013. Tres sistemas en aquel mes: Pewa, Unala y Tres-C cruzaron continuamente la línea internacional de cambio de fecha provenientes del Pacífico central y entraron a esta cuenca.
La temporada se convirtió dramáticamente activa a partir la segunda quincena de septiembre. Las últimas catorce tormentas nombradas se formaron en un lapso de dos meses, tres de esas no alcanzaron la intensidad de tifón. Inicialmente, el tifón Man-Yi tocó tierra sobre Japón. El tifón Usagi, el tercero más intenso de la temporada tocó tierra sobre Guandong, China y dejó pérdidas en USD $4,6 mil millones en el país. Después, el tifón Wutip tocó tierra sobre Vietnam. A inicios del mes de octubre, el tifón Fitow tocó tierra sobre Fujian, China y causó daños estimados en USD $10 mil millones, que lo convirtió en el ciclón tropical más costoso en 2013. El tifón Danas afectó a Japón y Corea del Sur sin provocar daños significativos. El tifón Nari trajo daños significativos sobre las Filipinas y eventualmente tocó tierra sobre Vietnam, así mismo, el tifón Wipha mató a 41 personas en Japón. Los tifones Francisco y Lekima no representaron peligro en tierra, pero fueron muy violentos, en especial el Lekima, que se convirtió en el segundo más intenso de la temporada. El tifón Krosa cruzó el norte de Luzón el 31 de octubre y se intensificó más, aunque se disipó sobre el mar de la China Meridional. A inicios de noviembre, la depresión tropical Treinta-W o Wilma se formó sobre las islas Carolinas, salió de la cuenca del Pacífico y llegó hasta el mar de Arabia a mediados de noviembre.
Al mismo tiempo en ese mes, el tifón Haiyan afectó inicialmente a Palaos de forma significativa. El tifón luego se convirtió en uno de los ciclones tropicales más intensos de la historia e inmediatamente tocó tierra sobre las Filipinas. Luego de desplazarse sobre el mar de la China meridional, el Haiyan tocó tierra sobre Vietnam y también impacto las provincias chinas de Guangxi y Hainan. El sistema, también conocido como Yolanda, causó 6.300 muertes y USD $2 mil millones en daños en Filipinas, convirtiéndose en el más mortífero y costoso en la historia moderna de Filipinas. La tormenta tropical Podul, como depresión tropical afectó al devastado país y causó 2 muertes en Filipinas, luego tocó tierra sobre Vietnam y causó 42 muertes. Finalmente, la temporada finalizó con la depresión tropical Treinta y Tres-W sin causar peligro y se disipó el 4 de diciembre.

## Ciclones tropicales

### Tormenta tropical severa Sonamu (Auring)
El 1 de enero de 2013 la JMA había reportado un área de disturbio que se clasificó como una depresión tropical, con vientos máximos sostenidos de 55 km/h y una presión mínima de 1004hPa.  La PAGASA nombró a este sistema como la Auring el 3 de enero a 110 kilómetros al sur de Puerto Princesa, Filipinas. Luego, la JMA afirmó que la depresión se había convertido en tormenta Tropical con nombre asignado Sonamu. Por su parte, la JTWC nombró a este sistema cómo la depresión tropical Uno-W; luego a tormenta tropical con vientos sostenidos de un minuto de 65km/h.
Este sistema estuvo desplazándose por el suroeste de las Filipinas, afectando a la región de Palawan en donde descargó lluvias moderadas y ocasionalmente fuertes acompañadas de tormentas eléctricas. Además un barco había estado desaparecido sobre la costa de Dumaguete City el 3 de enero en la mañana, pero fueron rescatados los 200 pasajeros y tripulantes, y posteriormente llevados a áreas seguras. La tormenta dejó como saldo a una persona fallecida y 500 damnificados. La PAGASA emitió su último boletín el 4 de enero afirmando que la tormenta estaba fuera del área de responsabilidad filipina y por lo tanto no se vigilaría más.
Luego, esta tormenta al encontrarse en el Mar de la China Meridional se fortaleció hasta alcanzar vientos máximos de 95km/h en 10 minutos y una presión mínima de 990 hPa, siendo clasificado por la JMA a la categoría de tormenta tropical severa. Luego, permaneció al este de las costas de Tailandia y Malasia en donde se desplazó de forma errática. El 7 de enero la JTWC declaró que se había degradado en una depresión tropical, ractificado después por la JMA. El 9 de enero tomó un giro al sureste en donde permaneció estacionario al noroeste de Borneo. El 10 de enero, Sonamu se disipó a 100 kilómetros al oeste de Bintulu, Malasia. Sonamu fue la tormenta nombrada con formación rápida desde el Tifón Alice en enero de 1979.

### Depresión tropical JMA 2 (Bising)
El 4 de enero un área de convección se había formado al suroeste de Palaos, nombrado por la JTWC cómo 94W. Este sistema entró rápidamente al área de responsabilidad filipina, y el 5 de enero la JMA categorizó cómo una depresión tropical.  Sin embargo esta institución lo degradó a un sistema de baja presión debido a una cizalladura de viento vertical del sureste. El sistema se reorganizó y la JMA lo categorizó como una depresión tropical el 8 de enero. Luego al tocar tierra en Filipinas se empezó a debilitar degradándose a una baja presión según la JMA, después por segunda vez se reorganizó a depresión tropical.
La PAGASA asignó el 11 de enero en la noche a este sistema nombrándolo cómo la Depresión tropical Bising, ubicado a 170 kilómetros al noreste de Borongan, Filipinas. En las últimas horas este sistema ha dejado lluvias moderadas alrededor de las regiones Bicol, Eastern Visayas, Central Visayas y Mindanao. Luego, afirmó el 13 de enero que la depresión se habría debilitado a una baja presión ubicado a 820 kilómetros al este de Aparri, Filipinas, y por lo tanto no se vigilaría más. La JTWC afirma que este sistema se disipó, confirmado después por la JMA degradándolo a un sistema de baja presión al noreste de las Filipinas el 13 de enero. Luego fue absorbido por un sistema frontal.

### Tormenta tropical Shanshan (Crising)
El 18 de febrero la PAGASA y la JMA empezaron a monitorear un área de disturbio, localizado a 750 kilómetros al sureste de la ciudad de General Santos en el sur de la provincia filipina de Mindanao. La PAGASA nombró a esta depresión cómo Crising, mientras la JTWC nombró como la Depresión Tropical Dos-W. El 19 de febrero por la tarde, Crising tocó tierra en la península de Dávao, en donde descargó lluvias torrenciales, dejando como saldo 4 muertos, varios heridos y más de 180,000 afectados.
El 21 de febrero, Crising salió del área de responsabilidad filipina ya debilitado y sin organización ciclónica.
El 22 de febrero, el Centro Conjunto de Advertencia de Tifones emitió su último aviso sobre 02W indicando que se disiparía, ubicado a 560 kilómetros al sursudoeste de Puerto Princesa;  sin embargo la Agencia Meteorológica de Japón clasificó a este sistema como una Tormenta Tropical con designación internacional:1302, y nombre asignado: Shanshan. El 23 de febrero, la JMA degradó a Shanshan como una depresión tropical ubicado sobre el Mar de la China Meridional, al noroeste de la isla de Borneo. Posteriormente se disipó debido a una cizalladura de viento vertical.

### Tormenta tropical Yagi (Dante)
El 6 de junio la Agencia Meteorológica de Japón afirmó que se había formado una depresión tropical al este de las Filipinas, confirmado por la PAGASA el 7 de junio. A esta depresión lo nombró como Dante ubicado a 800 kilómetros al este de Baler, Filipinas. Luego, el 8 de junio se intensificó a Tormenta tropical con nombre asignado: Yogi, clasificado por la JTWC como 03W. El 10 de junio, Yogi salió del área de responsabilidad filipina manteniendo su fuerza de vientos de 85 km/h (10-min). El 12 de junio finalmente se disipó al este de las costas de Japón.
A pesar de que pronosticaron que Yogi no afectara significativamente en tierra, la PAGASA aconsejó a los consejos de coordinación de desastres y agencias para estar preparados ante la posible amenaza de la tormenta tropical. La National Disaster Risk Reduction and Management Council ordenó preparaciones para una potencial evacuación de emergencia en las áreas de desastre. Mientras Yagi se fortalecía, desarrollo nubes monzónicas en áreas de las Filipinas, causando lluvias intensas en algunas áreas en especial en Greater Manila Area. La lluvias empujaron a la PAGASA a anunciar oficialmente el inicio de la temporada lluviosa en la isla el 10 de junio. Ya debilitado, Yagi trajo lluvias torrenciales en la isla de Honshu, pero debido a su rápido debilitamiento, no propicio una amenaza significativa a Japón.

### Tormenta tropical Leepi (Emong)
El 16 de junio, la Agencia Meteorológica de Japón asignó a un centro de baja presión al este de Sámar Oriental, Filipinas como una depresión tropical. La PAGASA por su parte también clasificó a este sistema como una depresión tropical en el mismo día nombrándolo como Emong. Continuando con su intensificación, la Agencia Meteorológica de Japón afirmó que la depresión había alcanzado la intensidad de tormenta tropical a las 0:00 UTC del 18 de junio, con nombre designado Leepi; confirmado también por la JTWC. Mientras, la tormenta tuvo una presión mínima de 998 hPa. A las 21:00 UTC del 19 de junio, la PAGASA afirmó que la tormenta salió del área de responsabilidad Filipina. El 20 de junio, Leepi interactuó con una celda TUUT al este, resultando en una cizalladura de viento vertical intenso al noroeste; y la circulación de nivel bajo en su centro fue desplazado al suroeste, exponiendo al centro además de varias circulaciones pequeñas enlazadas con el centro primario de circulación. Basado en estos datos, la JTWC degradó al sistema en una depresión tropical a las 03:00 UTC de ese día. Una cizalladura de viento continuó en tomar al sistema, y la JMA emitió su último aviso del sistema a las 0:00 UTC del 21 de junio.
Debido a las lluvias torrenciales del precursor de la depresión, la PAGASA emitió una advertencia de inundaciones en varias partes de Mindanao, el 15 de junio. Ya en la madrugada, precipitaciones torrenciales fueron reportadas en Davao City, los comités de emergencias estuvieron en alerta para una potencial inundación y posible evacuación. Como resultado de las lluvias en Greater Manila, las autoridades metropolitanas de Manila empezaron a ofrecer transportes gratuitos a los pasajeros afectados. Moviéndose al norte, Leepi pasó al este de Taiwán, pero sus bandas nubosas causaron aguaceros sobre áreas del este de la isla.  Mientras se movía a través de las Islas Ryukyu, los vientos sostenidos en Okinawa alcanzaron los 55 km/h con ráfagas de 87 km/h.  A pesar de disiparse y perder organización al llegar a Japón, los remanentes de Leepi continuaron trayendo lluvias fuertes. En Umaji, Japón una estación registró 13.96 pulgadas de lluvias en un período de 24 horas, más de la mitad del promedio de lluvias en junio en esa estación.

### Tormenta tropical Bebinca (Fabián)
A mediados de junio, un área de convección desorganizada persistió en el Mar de la China Meridional, con su centro a 1,100 kilómetros al sur de Hong Kong.  El disturbio gradualmente se organizó lo suficiente para ser clasificado como una depresión tropical, por la JMA a las 18:00 UTC del 19 de junio;  la PAGASA lo hizo seis horas después, nombrándolo Fabian.  Por último, la JTWC lo clasificó como la Depresión tropical Cinco-W. A pesar de estar obstaculizado por una cizalladura de viento tropical generada por una dorsal subtropical, la depresión mantuvo un centro bien definido de circulación, permitiendo al sistema intensificarse y organizarse durante el 20 de junio,  a las 0:00 UTC del día siguiente, la JMA ascendió a la depresión como tormenta tropical con nombre de Bebinca.  La tormenta no se intensificó más y tocó tierra en Hainan el 22 de junio. Al pasar sobre la isla, la tormenta se debilitó a Depresión tropical, y, a pesar de moverse a través del Golfo de Tonkin, falló en re-intensificarse antes de tocar tierra finalmente el 23 de junio al este de Hanoi, Vietnam.
Debido a los efectos potenciales de Bebinca, el Aeropuerto Internacional de Sanya Phoenix canceló o retrasó 147 vuelos salientes y entrantes, dejando a 8,000 pasajeros en espera. Otras formas de transporte en el área de Hainan, fueron también interrumpidos por el apróximamiento de la tormenta tropical.  En la Bahía de Beibu el 21 de junio, un barco de pesca con cuatro pescadores a bordo perdieron contacto con tierra, ellos fueron encontrados al día siguiente.  Lluvias en Hainan, acumularon 8,9 pulgadas en Sanya. Un total de 11,5 millones de personas fueron afectados.  Daños en la isla Hainan fueron cuantificados en 5,3 millones de dólares.  LLuvias fuertes afectaron a varias provincias en el norte de Vietnam, con acumulaciones máximas de 14 pulgadas en Hon Ngu, en la Provincia de Nghe An.

### Tormenta tropical severa Rumbia (Gorio)
A finales de junio, un área de disturbio asociado con una ZCIT persistió al este de las Filipinas, acompañado de un área de baja presión. A las 12:00 UTC del 26 de junio, el sistema fue designado como "Invest 99W" por la JTWC. Inicialmenta se desplazaba al sur, pero el disturbio se movió al este y luego regresó al oeste, ganando organización e intensidad.  A las 03:00 UTC del 27 de junio, el disturbio, situado a 520 kilómetros al este de Surigao, Filipinas, se organizó lo suficiente para ser clasificado como una depresión tropical por la PAGASA, dándolo como nombre Gorio.  Ese mismo día, el sistema fue también clasificado como una depresión tropical por la Agencia Meteorológica de Japón.  Mientras tanto la JTWC designó a este sistema como la Depresión tropical Seis-W. Desplazándose al noroeste bajo la influencia de una dorsal subtropical al noreste de su centro, la depresión gradualmente se organizó, a pesar de estar situado en un área de cizalladura de viento de ligera a moderada.
A las 12:00 UTC del día siguiente, la JMA asignó a este sistema como una tormenta tropical, nombrándolo Rumbia;  tres horas después lo hizo la PAGASA. Sin embargo, una cizalladura de viento previno un futuro fortalecimiento de Rumbia, y la tormenta permaneció relativamente desorganizada hasta tocar tierra en Samar Oriental cefca del municipio de Hernani City a las 03:00 UTC del día siguiente.  En ese momento, la tormenta alcanzó un máximo de vientos de 65 km/h y una presión mínima de 1000 hPa. Ya en el Mar de la China Meridional el 30 de junio, Rumbia se organizó, con unas bandas nubosas bien definidas alrededpr del centro. Sin embargo, una cizalladura de viento moderada desplazó a su forma convectiva hacia el suroeste. Al paso del día, imágenes de satélite empezaron a detectar un ojo desarrollado, indicando una intensificación, y a las 06:00 UTC del 1 de julio, la JMA clasificó la intensidad de Rumbia como Tormenta tropical severa; consecuentemente, el ciclón alcanzó su pico de intensidad de vientos en 10 minutos de 95 km/h con una presión mínima de 985 hPa. Tres horas más tarde, la JTWC reclasificó al ciclón como un tifón de categoría uno. Luego, el ciclón tropical se debilitó antes de moverse sobre la península de Leizhou. Debido a que al entrar en contacto con tierra, Rumbia rápidamente se debilitó a un área de baja presión el 2 de julio, y eventualmente se disipó horas más tarde.
En Butuan, Filipinas, lluvias fuertes generados de la tormenta causaron la suspensión de las clases en escuelas primarias y secundarias; las inundaciones también sumergieron campos de arroz en la municipalida de Buenavista, en la provincia de Agusan del Norte. Al tocar tierra en la península de Leizhou en China, Rumbia dañó aproximadamente 2,160 hectáreas de campos de cultivo y al menos 112 edificios causando perdidas de 1,25 millones de dólares. En Guangxi, evaluaciones preliminares revelaron que más de 13 millones de personas fueron afectados por la tormenta.

### Tifón Soulik (Huaning)
A inicios de julio, una baja de nivel alto persistió al noreste de Guam. Mientras adquiría características tropicales, el sistema desarrolló una baja superficial para convertirse en la Depresión tropical Siete-W. Desplazándose generalmente al oeste, la depresión entró a un período de rápida intensificación iniciando el 8 de julio, que culminó alcanzando su máxima intensidad el 10 de julio, ya nombrado como Soulik.  Hasta ese tiempo, el sistema tenía vientos máximos sostenidos de 220 km/h (1-min); 185 km/h (10-min), con una presión mínima de 925 hPa. Más tarde, un ciclo de reemplazamiento de ojo y el contacto con aguas más frías debilitaron al tifón. Cuándo pasó sobre aguas cálidas en la Corriente de Kuroshio el día siguiente, un aíre seco impidieron al tifón reintensificarse. Soulik tocó tierra el 12 de julio al norte de Taiwán antes de degradarse a tormenta tropical. Brevemente emergió del Estrecho de Taiwán,  y luego la tormenta tocó tierra por segunda vez en Fujian el 13 de julio.  El sistema fue degradado a una depresión tropical el 14 de julio.
Como un tifón intenso, Soulik impactó a Taiwán trayendo consigo ráfagas mayores a los 220 km/h y lluvias torrenciales. Numerosos árboles y líneas de tendido eléctrico fueron derribados, dejando a 800000 pobladores sin energía eléctrica. Cuatro personas perdieron la vida en la isla mientras que 123 más fueron lesionados. Se reportaron perdidas en los campos de cultivo de aproximadamente USD 42,55 millones. En el este de China, más de 162 millones de personas fueron afectados por la tormenta. Lluvias torrenciales y vientos con fuerza de tifón dejaron daños extensos y un saldo de tres personas en Guangdong y dos más en Jiangxi. Más de 2000 hogares colapsaron y las perdidas alcanzaron a los USD 408 millones.

### Tormenta tropical Cimaron (Isang)
Cimaron, fue una tormenta tropical que se desarrolló al este de las Filipinas y persistió hasta disiparse sobre el sureste de China el 18 de julio. A su paso, lluvias torrenciales sobre el sur de la provincia de Fujian que provocaron más inundaciones significativas, en las áreas que el Tifón Soulik había dejado varios días atrás. Acumulaciones máximas en 24 horas de 505,3 milímetros (19,89 pulgadas) fueron medidas en Mei Village, con un máximo en 1 hora de 132,3 milímetros (5,21 pulgadas). Muchas casas fueron inundadas y varios caminos fueron destruidos. Aproximadamente 20,28 millones de personas fueron afectadas por la tormenta, 8,92 millones de quienes fueron temporalmente reubicados. Al menos una persona falleció y otro estuvo desaparecido. Las pérdidas económicas debido a la tormenta ascienden a USD 252,8 millones. La actividad de tormentas eléctricas asociadas a Cimaron estuvo inusualmente intensa, con aproximadamente 406 rayos reportados en dos horas en Xiamen.

### Tormenta tropical severa Jebi (Jolina)
El 26 de julio, un área de baja presión fue observado a 600 kilómetros al este de la ciudad de General Santos; estaba asociado a una Zona de convergencia intertropical que estuvo afectando a la provincia de Mindanao. Durante los siguientes tres días, la baja presión cruzó las Filipinas y se ubicó en el Mar de las Filipinas el 30 de julio. Las condiciones ambientales eran propicios para un fortalecimiento, así que la PAGASA denominó a este sistema como una depresión tropical de nombre, Jolina. El 31 de julio, la JMA declaró a este sistema como una tormenta tropical, dándole el nombre de Jebi, mientras que la JTWC lo designó como 09W.
En Cotabato, precipitaciones incesantes desde el 27 de julio causados por este sistema, han inundado 25 de 27 aldeas. Las inundaciones forzaron al gobierno municipal de suspender clases de las escuelas primarias públicas y privadas. Lluvias torrenciales también inundaron áreas de Liguasan, incluyendo 14 pueblos en Maguindanao y siete pueblos en la Provincia de Cotabato.

### Tormenta tropical Mangkhut (Kiko)
El 2 de agosto, una baja presión asociada con la Zona de convergencia intertropical se formó al este de Mindanao. Durante los próximos dos días, el sistema cruzó esta área y salió hacia el Mar de Sulu, al oeste de Dumaguete. El 5 de agosto, la PAGASA y la JMA empezaron a emitir avisos sobre esta depresión tropical, nombrada Kiko en Filipinas. Sobre las siguientes 24 horas, la depresión intensificó su fuerza a la categoría de Tormenta tropical con nombre Mangkhut. El 7 de agosto, la tormenta tocó tierra en la provincia de Thái Bình en Vietnam, la misma área en que Jebi azotó hacía ya una semana. Los aguaceros que duraron de la noche del miércoles hasta el jueves fueron de 80 milímetros en las calles de la capital Hanoi, causando dificultades, para muchas personas, en desempeñar sus labores diarias. Mientras, lluvias fueron registradas en Thanh Hoa y el norte de Hai Phong con acumulados de 300 milímetros y vientos sostenidos entre 62 y 88 km/h.

### Tifón Utor (Labuyo)
El 8 de agosto, un disturbio tropical se desarrolló al sur de Guam, a 290 kilómetros al sur de la isla de Yap. Estaba asociado a una Zona de Convergencia Intertropical. Durante en día, el sistema se movió hacia el oeste y se consolidó con un debilitamiento favorable de una cizalladura de viento vertical, que se asoció con celdas TUTT localizadas al noroeste del disturbio. Como resultado, el 9 de agosto, la PAGASA y la Agencia Meteorológica de Japón, reportaron que ese disturbio se había convertido en una depresión tropical, nombrándolo como Labuyo a medida que se acercaba al área de responsabilidad filipina.  La JTWC, nombró como la Depresión tropical Once-W, ubicado a 1350 kilómetros al este de Manila. Después de esto, debido a los factores antes mencionados, un centro denso se formó y empezó a verse un centro de circulación de nivel bajo. Por eso, la JMA y la JTWC declararon que se había formado la Tormenta tropical Utor, con designación internacional de 1311. Luego, Utor empezó a intensificarse de forma explosiva; el 10 de agosto, fue declarado como un tifón a solo 12 horas después de su nombramiento, intensificándose a categoría dos horas más tarde. El 11 de agosto, Utor alcanzó su máximo pico de intensidad de vientos mayores a 240 km/h (1-min); 195 km/h (10-min), siendo clasificado por la JTWC como supertifón de categoría cuatro. Después de tocar tierra en las Filipinas, Utor se debilitó a categoría dos debido al entrar en contacto con las zonas montañosas del país, manteniendo su velocidad de vientos de 175 km/h antes de desplazarse en dirección oeste-noroeste.
El 11 de agosto, alrededor de 1000 residentes en la región de Bicolandia, pasaron la noche en sus refugios, en la Provincia de Aurora estuvo sin electricidad. Veintitrés pescadores se reportaron desaparecidos al salir de sus casas en la Provincia de Catanduanes, de los cuales 10 personas fueron rescatados. En las Filipinas, el tifón dejó como saldo más de 8 víctimas mortales, 11 personas desaparecidas, 61.448 familias damnificadas, 12.090 casas fueron destruidas en cinco regiones del país y 6 puentes fueron deteriorados. El 12 de agosto, Utor salió de las Filipinas hacia el Mar de la China Meridional como un ciclón de categoría dos. Sin embargo, las condiciones ambientales eran propicias para un reintensificación, por eso Utor se convirtió de nuevo en un tifón de categoría tres, en pocas horas después de entrar en contacto con el mar.  El 14 de agosto, Utor, de categoría uno, tocó tierra en la provincia china de Guangdong con vientos mayores a 145 km/h, en donde se debilitó rápidamente. En Hong Kong, se reportaron vientos mayores a 85 km/h y en Macao con vientos de 70 km/h. Mucha gente fue herida, pero no se han reportado víctimas fatales. Cientos de vuelos fueron cancelados y otros más fueron pospuestos. Un barco de carga se había hundido cerca de la costa, debido a las grandes olas de 15 metros de altura. Los tripulantes abandonaron el barco y fueron salvados por los equipos de rescate.  Cerca de 30000 personas fueron desplazadas en 12 provincias debido a este sistema. En total, Utor dejó como saldo 25 personas muertas, 13 desaparecidas y daños que ascienden a los USD 2,3 mil millones.

### Tormenta tropical severa Trami (Maring)
El 15 de agosto, un sistema de baja presión se formó a 200 kilómetros al este de Hengchun, Taiwán, en el océano Pacífico. El sistema se movió lentamente al este antes de intensificarse en condiciones favorables a Depresión tropical el 17 de agosto, al punto de que la PAGASA vigilara este fenómeno. El sistema por la JTWC fue nombrado como la Depresión tropical Doce-W y por la PAGASA como Maring. Maring empezó a interectuar con Trece-W al norte de este, mostrando el Efecto Fujiwhara. Día después, el 18 de agosto, Doce-W se fortaleció a tormenta tropical bajo condiciones favorables, y recibió el nombre internacional de Trami; luego este sistema se desplazó al este. Las nubes de monzón asociadas con Trami afectaron nuevamente a las Filipinas. Las clases fueron suspendidas en algunas ciudades debido a la intensa lluvia. Por eso la PAGASA emitió avisos de precipitaciones, para evitar riesgos mayores. En algunas áreas de la capital, Manila, se reportaron inundaciones, el río Marikina subió su cauce a 15 metros forzando a las autoridades a alertar a los residentes aledaños al río. El 19 de agosto, la Provincia de Cavite fue declarada en estado de calamidad, junto con las ciudades de Narvacan, Santa María de Ilocos, Santa Rosa, Biñan, San Pedro, Cabuyao y Calamba en la Provincia de Laguna por las lluvias torrenciales desde el viernes. Ocho personas en las Filipinas fallecieron debido a las inundaciones.
El 20 de agosto, una alerta de mar fue emitida por el Central Weather Bureau of Taiwán a las 11:30 (hora local) debido a Trami. Un aviso en tierra estuvo vigente de las 8:30 (tiempo local) hasta el 22 de agosto.  A ese tiempo, Trami fue declarado como un Tifón de categoría uno por la JTWC. Las Islas Yaeyama y las Islas Miyako de Japón fueron azotados por las ráfagas de viento de Trami, a medida que este avanzaba hacia China y Taiwán. El 21 de agosto, vientos de fuerza galerna azotaron a áreas muy pobladas del norte de Taiwán mientras la tormenta avanzaba al oeste. El sistema trajo lluvias torrenciales al área, con un registro de 12 pulgadas en Taipéi. Un deslave ocurrió en el condado de Hsinchu, sepultando a 70 residentes. Diez personas salieron heridas y más de 6000 habían sido evacuados en Taiwán. Mientras tanto en China, la presencia de Trami ha empeorado las inundaciones que se registran desde la semana pasada, cuando el Tifón Utor llegó a este país causando 250 muertos y varios desaparecidos.

### Depresión tropical Trece-W
El 16 de agosto otra área de baja presión se formó a 380 kilómetros al este de Naha, Japón.  El sistema estuvo desplazándose hacia el oeste-noroeste; y bajo condiciones ligeramente favorables, se convirtió en la Depresión tropical Trece-W. Sin embargo, Trece-W, como se detalló antes, mostró el Efecto Fujiwhara con Trami.  Trece-W duró poco, debido a una cizalladura de viento y el ambiente infavorable. Este continuó desplazándose al oeste tocando tierra al este de China; se disipó finalmente el 18 de agosto.

### Tormenta tropical severa Pewa
El 16 de agosto, un área de baja presión persistió a 840 kilómetros al sursudoeste del Atolón Johnston. Este se convirtió en la tormenta tropical Pewa, el primer ciclón en el Pacífico central en ser nombrado desde 2010.  Pewa continuó con su fortalecimiento hasta que cruzó la Línea internacional de cambio de fecha el 18 de agosto, pasando al área de responsabilidad de la Agencia Meteorológica de Japón. Día después, la JTWC había asegurado que Pewa se convirtió en un Tifón de categoría uno, bajo condiciones favorables. Después de esto, se degradó a tormenta tropical. El 23 de agosto, una cizalladura vertical de viento causó el debilitamiento de Pewa mientras se desplazaba al norte. El siguiente día la circulación de este sistema estuvo expuesta mientras era degradado a depresión tropical. El 26 de agosto, Pewa se disipó; este sistema no representó peligro en tierra.

### Tormenta tropical Unala
Unala se formó, el 19 de agosto de 2013, en el Pacífico central derivado de un área de baja presión. Debido a su cercanía con Pewa sumado a una cizalladura de viento, la tormenta se debilitó. Horas más tarde, Unala cruzó al pacífico oeste, como una depresión tropical según la JTWC y como tormenta tropical según la JMA.  En esa área la circulación de Pewa propició la disipación de este sistema.

### Depresión tropical Tres-C
Tres-C igualmente se desarrolló, el 20 de agosto en Pacífico central. Lo que le caracterizó a este sistema fue su pequeño tamaño de nubes, y que a pesar de tener condiciones ambientales propicias para una intensificación, la depresión tenía a su alrededor una cizalladura de viento y una dorsal de nivel alto. Tres-C se disipó después de cruzar la Línea internacional de cambio de fecha.

### Tormenta tropical severa Kong-rey (Nando)
Kong-rey se formó derivado de un área de disturbio el 23 de agosto al sureste de Manila. Según modelos globales, estaba pronósticado que el sistema se organizara en condiciones favorables. El 25 de agosto, la JMA anunció la formación de una depresión tropical al este de las Filipinas, con nombre Nando. Día después la JTWC anunció la formación de la Tormenta tropical Kong-rey. Luego, este sistema se intensificó hasta alcanzar vientos mayores a 100 km/h (10-min) clasificado como una tormenta tropical severa. El 30 de agosto, el sistema se convirtió en un ciclón post-tropical mientras se desplazaba al noreste.
A su paso por Taiwán, Kong-rey dejó como saldo 3 personas muertas, el primero al caer ahogado mientras se transportaba con su motocicleta en el municipio de Pingtung, la segunda al morir electrocutada y la tercera al tratar de llegar a su puesto de trabajo en la ciudad de Yunlin. Los daños fueron estimados en unos 6,23 millones de dólares.

### Tormenta tropical Yutu
Durante el 30 de agosto, la JMA reportó una depresión tropical que se había desarrollado a 1145 kilómetros al noreste de la Isla Wake.  Durante los próximos dos días el sistema se desarrolló gradualmente a medida que se desplazaba en dirección noreste. El 1 de septiembre, la JMA aseguró que esta depresión se convirtió en la tormenta tropical Yutu. Tiempo después, una corriente de aire seco, en la circulación y una cizalladura de viento fuerte afectaron al sistema, la JTWC declaró a Yutu como una baja presión subtropical mientras que la JMA había degradado a depresión tropical.
Sobre los días siguientes, la JTWC continuó monitoreando a Yutu como una baja subtropical mientras la JMA como depresión tropical, mostrando una pequeña circulación moviéndose al oeste. El sistema fue subsecuentemente observado por última vez por ambas agencias el 5 de septiembre, en el que se disipó encontrándose a 1425 kilómetros al noreste de la isla Wake.

### Tormenta tropical severa Toraji
El 31 de agosto de 2013, la JMA empezó a monitorear una depresión tropical que se desarrolló a 60 kilómetros al norte de Taipéi, Taiwán. Más tarde, fue designado como la Depresión tropical Quince-W por la JTWC mientras se movía al este de Taiwán; rápidamente el sistema se convirtió en la Tormenta tropical Toraji, nombre dado por la JMA el 1 de septiembre. Toraji, entró a las islas del sur de Japón a medida que se fortalecía en intensidad. El 3 de septiembre, la JMA afirmó que el sistema se había convertido en Tormenta tropical severa mientras estaba en la costa del sur de Japón. Toraji, se convirtió en un ciclón extratropical antes de disiparse el 4 de septiembre. Este sistema dejó como saldo 3 fallecidos en Japón.

### Tifón Man-yi
Man-yi se desarrolló el 11 de septiembre a 565 kilómetros al noreste de Saipán, Islas Marianas. Fue designado como la Depresión tropical Dieciséis-W por la JTWC, ascendiéndolo a la categoría de tormenta tropical, con nombre: Man-yi el 13 de septiembre. Man-yi luego empezó a intensificarse y ampliando sus bandas nubosas durante ese día. El 14 de septiembre, Man-yi fue catalogado como tormenta tropical severa, absorbiendo aire seco y marcando un ojo irregular. Man-yi, ya convertido en tifón, se acercaba Japón presentando vientos intensos durante el 15 de septiembre; el 16 de septiembre el ciclón tocó tierra cerca de Toyohashi en la Prefectura de Aichi.
En Kyoto, 260000 personas en la ciudad fueron evacuados hacia los refugios. la JMA emitió una "alerta especial" en las prefecturas japonesas de Fukui, Kyoto y Shiga. El lunes en la tarde, la tormenta fue localizada sobre Sendai, a 350 kilómetros al norte de Tokio. Más de 70 personas resultaron lesionadas y al menos una persona falleció con un número aún no determinado de desaparecidos. El gobierno Japonés ordenó hacer tareas de emergencias y de rescate. Varias casas fueron inundadas y 80000 otras más estuvieron sin el servicio eléctrico al oeste y centro de Japón. El servicio de trenes en Tokio y su vencidad fueron suspendidas, y cientos de vuelos fueron retrasados.

### Tifón Usagi (Odette)
Usagi fue el tercer tifón más fuerte de la temporada. El 15 de septiembre, su precursor, un disturbio tropical asociado a un área de baja presión se formó al este de Luzón. Después de desarrollarse, fue catalogado como una depresión tropical por la JMA el 16 de septiembre. Ese mismo día, su convección profunda alrededor de un centro de circulación de nivel bajo fue parcialmente expuesto. La JTWC había emitido una alerta de formación ciclónica en el sistema, así como la PAGASA catagorizó a este como una depresión tropical nombrándolo como Odette. Luego, en ese día, la JMA afirmó que se había formado la Tormenta tropical Usagi; en ese mismo tiempo, la JTWC lo nombró como la Depresión tropical Diecisiete-W.  El 17 de septiembre, la JTWC categorizó a este sistema como tormenta tropical, a medida que el sistema continuaba consolodando su estructura ciclónica desplazándose al oeste, a lo largo de una dorsal subtropical. Temprano, el 18 de septiembre, la JMA ascendió a Usagi a la categoría de Tormenta tropical severa, categorizándolo como Tifón en la tarde junto con la JTWC. Esto se afirma debido a que una convección profunda se había desarrollado a lo largo de un ojo definido y una cizalladura vertical bajo. El 19 de septiembre, Usagi inició una intensificación explosiva y formó un ojo de 28 kilómetros de diámetro; como resultado, la JTWC catalogó a este sistema como un supertifón de categoría cinco en la Escala de Huracanes de Saffir-Simpson en la tarde. A las 18:00 UTC, Usagi alcanzó su máximo pico de intensidad de vientos de 260 km/h (1-min), 205 km/h (10-min) con una presión atmosférica de 910 hPa. Sin embargo, en análisis postemporada se afirmó que este sistema había alcanzado vientos en un minuto de 250 km/h, y por lo tanto, denominado como supertifón de categoría cuatro. El 20 de septiembre, Usagi empezó a tener un ciclo de reemplazamiento de ojo con un diámetro de 75 kilómetros de ojo interno y 190 kilómetros de ojo externo, separado por una especie de fosa claramente definida. Debido a la interacción con tierra entre Taiwán y Luzón, Usagi empezó a debilitarse en ese mismo día siendo degrado de super tifón a tifón por la JTWC, día después. El 23 de agosto, Usagi tocó tierra en la localidad de Shanwei, al este de la provincia de Cantón, en donde finalmente se disipó varias horas después. Usagi dejó como saldo aproximado de 50 muertos, más de 3 millones de afectados y daños que asciende a los tres mil millones de dólares.

### Depresión tropical Dieciocho-W
El 16 de septiembre, la Agencia Meteorológica de Japón reportó la formación de una depresión tropical en un área en el que predominaba una cizalladura vertical de viento moderada a 1000 kilómetros al sureste de Hanoi, Vietnam. Sobre los siguientes dos días, la depresión se desarrolló gradualmente a medida que se desplazaba al oeste, antes que la JTWC emitiese una Alerta de Formación de Ciclón Tropical el 17 de septiembre, mientras la cizalladura disminuía su intensidad. Durante el siguiente día, el centro de circulación de nivel bajo empezaba a consolidarse, y la JTWC empezó a emitir avisos sobre la Depresión tropical Dieciocho-W. Después de esto, el sistema siguió desplazándose al oeste muy cerca de una dorsal subtropical asociada a una alta presión. La JTWC emitió su último aviso indicando que la depresión tocó tierra sobre Vietnam, desplazándose sobre este país, Laos y Tailandia.  El sistema se disipó el 21 de septiembre sobre la provincia Tailandesa de Phetchabun. La depresión dejó como saldo, inundaciones severas matando a siete personas, 5.000 casas parcialmente o totalmente dañadas y pérdidas de 61 millones de dólares.

### Tifón Pabuk
Pabuk, se desarrolló el 19 de septiembre derivado de un área de convección al noroeste de Guam, en el Pacífico occidental. Fue reconocido por la JTWC como la Depresión tropical Diecinueve-W a medida que se desplazaba al norte lentamente. El 22 de septiembre fue reconocido como la Tormenta tropical Pabuk, en donde horas despiés desarrolló un ojo relativamente débil.  El ojo se extendió a medida que entraba en contacto con aguas cálidas. Por eso, la JTWC declaró que este sistema se había convertido en un tifón de categoría uno, siendo ascendido a la categoría dos tiempo después. Sin embargo, la JMA aún mantenía la intensidad de Tormenta tropical severa a Pabuk, con un pico de vientos de 110 km/h (70 mph) en 10 minutos. Entonces, después de alcanzar su máximo pico de intensidad (con vientos de 165 km/h con presión de 970 hPa en 1 minuto), la tormenta siguió debilitándose para convertirse en un ciclón extratropical el 27 de septiembre, al noreste de Japón.

### Tifón Wutip (Paolo)
Wutip, se formó el 25 de septiembre de una depresión tropical que se había formado al oeste de las costas de Filipinas. La PAGASA nombró a esta depresión como Paolo y designado como Veinte-W por la JTWC.  El sistema se desplazó al oeste intensificando su intensidad, convirtiéndose en tormenta tropical nombrada como Wutip el 27 de septiembre. Día después se convirtió en un tifón de categoría uno, alcanzando la categoría dos, seis horas más tarde. Esto ocurría cuando se encontraba sobre el Mar de la China Meridional. El 30 de septiembre, Wutip tocó tierra en Vietnam con vientos máximos sostenidos de 130 km/h en 10 minutos, y ráfagas más fuertes. Horas después, el ciclón se debilitó hasta disiparse.
El día 29 de septiembre, 74 pescadores de origen chino estuvieron desaparecidos después de la tempestad cuando tres barcos de pescar se hundieron en el Mar de la China Meridional, cerca de las islas Paracel mientras que en Tailandia y Vietnam sentían los efectos del sistema. Catorce sobrevivientes fueron rescatados. Wutip dejó como saldo más 65 personas muertas en el sudeste asiático a finales de septiembre e inicios de octubre.

### Tormenta tropical Sepat
Se formó el 29 de septiembre en las aguas del Pacífico occidental tropical como Veintiún-W.  Doce horas después se convirtió en la tormenta tropical Sepat.  Se desplazó al norte y luego al noreste en donde el 2 de octubre se convirtió en un ciclón extratropical, en aguas frías al noreste de Japón.  Al encontrarse cerca el ciclón con la Central nuclear Fukushima I y II, las labores de limpieza de agua radiactiva estuvieron amenazadas por la cantidad de lluvia que Sepat habría descargado. A las 12:00 UTC el 2 de octubre, el centro de la degradada depresión se encontró en su punto más cercano con las centrales. Sin embargo poco influyó el sistema sobre los trabajos de limpieza.

### Tifón Fitow (Quedan)
El precursor de Fitow, se formó al este de Palaos el 27 de septiembre. Se intensificó a depresión tropical el 29 de septiembre. La PAGASA, nombró a este sistema como Quedan. El 30 de septiembre, una convección profunda se formó alrededor de Quedan convirtiéndose en tormenta tropical, nombrada por la JMA como Fitow.  El 3 de octubre, la JTWC afirmó que Fitow se había convertido en un tifón categoría uno, con vientos máximos de 120 km/h (75 mph en un minuto) con ráfagas de hasta 150 km/h. Luego, alcanzó la categoría dos de tifón el 3 de octubre de forma rápida. Un ojo se desarrolló a medida que Fitow se desplazaba sobre el sur de las islas de Japón el 4 de octubre, matando a una persona. Rápidamente, el tifón se degradó a depresión tropical sobre China el 7 de octubre.
Las autoridades chinas estimaron 65 mil botes de pescar dañados por las ráfagas de viento mayores a 200 km/h sobre Wenzhou. 574 mil personas fueron evacuadas de Zhejiang y 177 mil de Fujian. También las autoridades reportaron a una persona fallecida y dos trabajadores de Wenzhou desaparecidos. En conclusión, Fitow dejó como saldo dos millones de yuanes en pérdidas y reportes de 3 personas fallecidas.

### Tifón Danas (Ramil)
Este sistema se formó al este de Guam, el 3 de octubre designado como la Depresión tropical Veintitres-W. Anteriormente la JMA, había declarado su formación dos días antes. El 4 de octubre, se convirtió en la Tormenta tropical Danas, ubicado a 443 kilómetros al norte de Guam. El 5 de octubre alcanzó la categoría de tifón con vientos máximos sostenidos de 120 km/h (75 mph). La PAGASA, le dio el nombre de Ramil cuando el tifón entró al área de responsabilidad filpina en el que alcanzó la categoría tres el 6 de octubre. El 7 de octubre, Danas entró en aguas más cálidas, convirtiéndose en un tifón de categoría cuatro, con vientos mayores a 220 km/h en un minuto según la JTWC y de 185 km/h en 10 minutos según la JMA. El tifón tenía forma de forma de Huracán anular. El día 8 de octubre, Danas rápidamente se debilitó a medida que entraba en contacto con aguas más frías, en donde varias horas después se convirtió en un ciclón extratropical sobre el territorio japonés.

### Depresión tropical Phailin
Esta depresión fue el precursor del ciclón tropical Phailin, en el océano Índico norte. El 4 de octubre, la JMA notó que un área de baja presión a lo largo del golfo de Tailandia, a 400 kilómetros de Ho Chi Minh City, se convirtió en depresión tropical. Sobre los siguientes días el sistema estuvo desplazándose al oeste cerca de un área baja de cizalladura vertical de viento moderada, antes que pasase sobre la Península de Malaca y salir de la cuenca del pacífico oeste en el meridiano 100°. El sistema subsecuentemente emergió al océano Índico norte durante el siguiente día, y gradualmente se convirtió en una tormenta ciclónica muy severa con nombre: Phailin.

### Tifón Nari (Santi)
El precursor de este ciclón empezó a ser vigilado por la JMA y por la JTWC el 8 de octubre, mientras se ubicaba a 80 kilómetros al norte-noroeste de Palaos.  Presentaba vientos entre 18 y 23 nudos (entre unos 33 y 43 km/h). Durante las pasadas horas, las imágenes de satélites revelaban una convección profunda incrementando sobre un centro de circulación de bajo nivel. La PAGASA nombró a esta depresión con el nombre local de Santi; por su parte, la JTWC nombró al sistema como la Depresión tropical Veinticuatro-W, mientras se ubicaba a 935 kilómetros al este-sureste de Casiguran. Su convección persistía sobre su centro de nivel bajo derivado de las condiciones favorables en el ambiente, ayudaron a 24W convertirse en tormenta tropical, con nombre: Nari. El 10 de octubre, la JTWC afirmó que Nari alcanzó la categoría uno de tifón, reafirmado por la JMA tiempo después. Durante las horas siguientes, el tifón rápidamente estuvo profundizando su convección, organizaba de forma fugaz su organización mostrando un ojo en su centro. Cerca de este, se registró vientos entre 77 y 90 nudos (entre unos 142 km/h y 167 km/h en un minuto). Por eso la JTWC ascendió a la categoría dos de tifón a este sistema. Horás más tarde el ciclón alcanzó la categoría tres de tifón mientras se acercaba a las Filipinas.
En horas de la noche de ese día, Nari tocó tierra en Dingalan, en la Provincia de Aurora; lugar donde descargó su fuerza dañando a más de 44.151 viviendas; 8.720 de estas destruidas y más de 750 mil personas damnificadas. También la fuerza de Nari propició apagones afectando a más de dos millones de personas. Se reportaron más de 13 personas fallecidas y 32 desaparecidos. Día después el sistema salió al Mar de la China Meridional como un tifón de categoría dos, en donde se desplazaba en dirección oeste. El 15 de octubre por la madrugada, Nari tocó tierra por la ciudad de Da Nang como un tifón de categoría uno; lugar donde azotó con vientos de 149 km/h y acumulaciones de lluvia de 150 milímetros.  El tifón dejó como saldo 87 personas muertas y daños que ascienden a los USD 71,4 millones. El 16 de octubre, el tifón finalmente se disipó debido a la cercanía con una dorsal subtropical al norte.

### Tifón Wipha (Tino)
Wipha fue el octavo tifón de la temporada. Su precursor empezó a ser vigilado por la JMA y la JTWC el 8 de octubre en la misma área donde Nari se desarrolló. Las imágenes de satélite indicaban una estructura ciclónica que se estaba consolidando con múltiples centros de circulación de nivel bajo, además que las bandas convectivas se encontraban al sur de la estructura semicircular; bajo condiciones favorables. El 10 de octubre, su convección central ha desarrollado rápidamente sobre su centro de circulación de nivel bajo, que ha estado incrementándose y consolidándose mientras se ubicaba al suroeste de Guam;  por estos factores, la JTWC declaró la formación de la Depresión tropical Veinticinco-W ubicado a 233 kilómetros al oeste de Guam y a 1290 kilómetros al sur de Iwo To, Japón. A las 21:00 UTC de ese día, la JMA ascendió a este sistema como la Tormenta tropical Wipha; afirmado luego por la JTWC. El 12 de octubre, Wipha alcanzó la categoría uno de tifón mientras se ubicaba a 861 kilómetros al noroeste de Guam.  El sistema continuó intensificándose hasta alcanzar la categoría cuatro en la Escala de Saffir-Simpson el 13 de octubre. En la noche de ese día, Wipha entró al área de responsabilidad filipina, en donde la PAGASA nombró al tifón como Tino. Al día siguiente, por la tarde, Tino salió del área de vigilancia como tifón categoría uno; el sistema no propició peligro a las Filipinas. El 15 de octubre a las 15:00 UTC, la JTWC afirmó que Wipha había empezado su transición a ciclón extratropical de forma rápida, debido al contacto con aguas más frías. El 15 de octubre, el sistema pasó cerca de Japón en donde las lluvias torrenciales y vientos huracanados provocaron retrasos en el servicio de trenes de Tokio, también deslizamientos de tierra que mataron aproximadamente 17 personas y en la isla de Izu Ōshima se reportaron 50 personas desaparecidas. Además, debido a las lluvias torrenciales provocadas por el tifón, los niveles de Partículas Beta en la Central nuclear Fukushima I alcanzaron los 400.000 Becquereles, 6.500 veces más de lo que se registraba antes de la llegada del tifón. El desbordamiento se debió, además, a las preparaciones inadecuadas que TEPCO hacía y no hacer caso a las advertencias sobre la tormenta. También, las radiaciones beta fueron detectadas en zonas más allá de los diques diseñados para retener el agua contaminada. Sin embargo, pocas afectaciones fueron reportadas en la Central nuclear de Fukushima II.  El 16 de octubre, Wipha se convirtió finalmente en un ciclón extratropical.

### Tifón Francisco (Urduja)
El precursor de Francisco fue identificado el 15 de octubre como una depresión tropical según la JMA y como un disturbio tropical por la JTWC a 861 kilómetros al este-noreste de Guam, evidenciando en las imágenes de satélite un área de convección. El 16 de octubre la convección alrededor de su centro de circulación de nivel bajo se consolidó con una convección profunda centralizada; por estos factores la JTWC designó a este sistema como la Depresión tropical Veintiséis-W mientras se ubicaba a 102 kilómetros al sureste de Navsta, Guam mientras se desplazaba en dirección suroeste. Horas más tarde, la JMA categorizó al sistema como tormenta tropical con designación internacional: (1327);  la JTWC lo confirmó a las 15:00 UTC. A este sistema se le nombró: Francisco. Este nombre fue aportado por los Estados Unidos, y se refiere a un nombre propio del Idioma español que tiene influencias en el Idioma chamorro. En Guam, antigua colonia del Imperio español, existen personas con este nombre. Entonces, Francisco continuó con su intensificación de forma explosiva siendo categorizado como tormenta tropical severa por la JMA, seis horas después de su categorización como tormenta tropical. El 17 de octubre, el ciclón continuó consolidando bandas convectivas profundas alrededor de un ojo rasgado; además que la temperatura superficial del mar era muy cálida, creando condiciones favorables. Por estos factores la JTWC categorizó a Francisco cómo un tifón intenso de categoría uno presentando vientos máximos de 130 km/h (80 mph) en un minuto. La JMA lo categorizó varias horas después.  A las 15:00 UTC, después de desplazarse lentamente al suroeste, Francisco empezó desplazarse al noreste mientras se encontraba ubicado a 272 kilómetros al suroeste de la Base aérea estadounidense de Andersen en Guam, en donde alcanzó la categoría dos de tifón, bajo condiciones muy propicias. El 18 de octubre, Francisco alcanzó la categoría cuatro de tifón con vientos de 230 km/h en un minuto con ráfagas más fuertes; con una estructura simétrica, una convección profunda establecida y un ojo de 28 kilómetros de diámetro mientras se desplazaba en dirección norte. A las 21:00 UTC de ese día, la JTWC categorizó a Francisco cómo un supertifón mientras su ojo se ubicaba a 531 kilómetros al noroeste de Guam. Horas después, Francisco inició un ciclo de reemplazamiento de ojo; esto ocurrió mientras alcanzó su máximo pico de intensidad, con vientos de 260 km/h en ún minuto con una presión de 920 hPa; considerado así como un tifón o supertifón de categoría cinco. El 20 de octubre, Francisco entró en un área que predominaba una cizalladura vertical de viento moderada, propiciando su debilitamiento. El tifón se desplazaba al noroeste mostrando un ojo muy elongado y una convección profunda que se había debilitado de forma leve; día después, el sistema mostró una estructura en forma de Huracán anular. Temprano, el 22 de octubre, Francisco entró al área de responsabilidad filipina de la PAGASA, el cual se le dio el nombre de Urduja. El ciclón abandonó el área de vigilancia el 23 de octubre.
El 25 de octubre, ya como tormenta tropical, las bandas nubosas de Francisco empezaron a rozar a Japón.  Por esto, la JMA emitió avisos de inundaciones y deslizamientos de tierra en el país. En Oshima, se ordenaron evacuaciones de aproximadamente 2.300 personas quienes viven en zonas de alto riesgo. En la isla de Shikoku se registraron aproximadamente 350 milímetros de acumulaciones. En Kyushu, en la Prefectura de Oita, se registraron acumulaciones de 217 milímetros, mientras que en Morotsuka se registraron 381 milímetros. En la ciudad de Fukuoka se registraron 151 milímetros de precipitaciones. El 26 de octubre, mientras se ubicaba a 770 kilómetros al suroeste de Yokosuka, Japón, Francisco fue considerado como un ciclón extratropical debido a su entrada a aguas más frías, su velocidad aumentada y por exponer su centro de circulación de nivel bajo.

### Depresión tropical Veintisiete-W
La Depresión tropical Veintisiete-W, reconocida así por la JTWC, se formó derivado de un disturbio tropical que se encontraba a 1.044 kilómetros al noreste de la Base aérea estadounidense de Andersen en Guam el 18 de octubre. Éste mostraba una convección profunda asociada a un centro de circulación de nivel bajo muy expuesto. Anteriormente fue reconocido por la JMA como depresión el 17 de octubre. Una cizalladura vertical de viento intenso, una dorsal subtropical al sur y su movimiento junto con Francisco llevándolo a aguas más frías impedirían el desarrollo de 27W. La depresión fue degradada a un sistema de remanentes por la JTWC el 20 de octubre y por la JMA el 22 de octubre.

### Tifón Lekima
Lekima fue el séptimo ciclón formado durante el mes de octubre, cuyo promedio de formación durante el mes es de 2 ciclones. El sistema fue designado como una depresión tropical por la JMA el 19 de octubre; mientras que la JTWC lo designó como la Depresión tropical Veintiocho-W el 20 de octubre, ubicado a 1.747 kilómetros al este de la Base aérea estadounidense de Andersen en Guam. El sistema, llamado Lekima por la JMA, mostraba una convección central profundizándose rápidamente con bandas nubosas muy estrechas. Entonces, la  JTWC ascendió al sistema a la categoría de tormenta tropical el 21 de octubre a las 03:00 UTC, siendo catalogado como tormenta tropical severa por la JMA a las 15:00 UTC de ese día. Las condiciones favorables del área ayudaron al rápido fortalecimiento de Lekima, consolidando una convección profunda muy centralizada alrededor de su definido centro de circulación de nivel bajo; además que sus bandas nubosas se extendían de forma vigorosa. Por estos factores, a las 21:00 UTC de ese día, la JTWC consideró a Lekima cómo un tifón de categoría uno, mientras se ubicaba a 1.531 kilómetros al este de la Base aérea de Andersen en Guam. La Agencia Meteorológica de Japón lo aseguró el 22 de octubre. Después de esto, pasaron aproximadamente 24 horas de intensificación intermitente, el cual a las 21:00 UTC del 22 de octubre, la JMA consideró a Lekima como un tifón violento mientras que la JTWC lo ascendió de tifón a supertifón de categoría cinco, segundo del mes de octubre; alcanzando su máximo pico de intensidad de vientos mayores a 260 km/h (1 minuto), 205 km/h (en 10 minutos) con una presión mínima de 905 hPa. Esta intensidad supuso a Lekima como el segundo ciclón más fuerte de la temporada, superando así a Usagi y siendo superado por Haiyan. Desde el 22 hasta el 24 de octubre, Lekima mantuvo la intensidad de super tifón, con un ojo de 20 millas náuticas (unos 37 kilómetros de diámetro) y una convección profunda bien consolidada. Después de esto, Lekima inició su debilitamiento y su deformación en su estructura, debido a la presencia de una cizalladura de viento muy fuerte al oeste, y el contacto con aguas más frías. El 26 de octubre, manteniendo la fuerza de un tifón, con vientos máximos de 145 km/h (89 mph en un minuto), el ciclón inició su transición a ciclón extratropical con un centro de circulación bajo parcialmente expuesto; debido a que se encontraba en un ambiente en donde predominaba una cizalladura de viento fuerte al oeste, y que por lo tanto la JMA y la JTWC dejaron de emitir avisos sobre este sistema. A pesar de su intensidad, Lekima representó poco o nada de peligro en tierra.

### Tifón Krosa (Vinta)
Este sistema empezó a ser vigilada por la JMA,  que se había desarrollado en un ambiente favorable sobre el océano Pacífico a 380 kilómetros al sureste de Agaña, Guam. Día después, la JTWC declaró a este sistema como la Depresión tropical Veintinueve-W mientras la PAGASA lo denominó como Vinta. A las 19:00 UTC la JMA, lo ascendió a la categoría de tormenta tropical con nombre: Krosa; la JTWC lo ascendió a esta categoría a las 03:00 UTC del 30 de octubre. Después de esto, Krosa, bajo condiciones favorables, desarrolló bandas nubosas estrechas alrededor de un centro de circulación de nivel bajo y un ojo visibilizándose.  Fue catalogado como un tifón por la JTWC a las 21:00 UTC del 30 de octubre, y por la JMA a las 03:00 UTC del 31 de octubre. A las 09:00 UTC, el tifón de categoría dos tocó tierra en el municipio de Cagayán, al norte de Luzón, trayendo consigo precipitaciones intensas y vientos máximos de 165 km/h en un minuto, 148 km/h en 10 minutos con ráfagas mayores. Seis horas después, Krosa salió del territorio filipino por la Provincia de Ilocos Norte, abandonando el área de responsabilidad filipina a las 08:00 UTC del 1 de noviembre, como un tifón de categoría uno.
Al salir al Mar de la China Meridional, Krosa se reintensificó rápidamente alcanzando la categoría tres de tifón el 1 de noviembre, presentando vientos máximos de 185 km/h en un minuto con ráfagas más fuertes. El sistema mostraba un ojo muy definido con un diámetro de 30 millas náuticas (unos 55 kilómetros) rodeado de una convección profunda.  Sin embargo, el 2 de noviembre la simetría ciclónica empezó a perderse, disipándo sus bandas convectivas y un ojo elongado, debido a la presencia de una dorsal subtropical al oeste y una moderada cizalladura de viento. Consecuentemente, el 3 de noviembre, fue debilitándose gradualmente hasta ser degradado primeramente a tormenta tropical y luego, el 4 de noviembre, a depresión tropical por la JMA y por la JTWC; el sistema se disipó al este de Vietnam.

### Depresión tropical Treinta-W (Wilma)
El 1 de noviembre, la JMA y la JTWC identificó a un área de baja presión que se encontraba a 539 kilómetros al sureste de Yap, Estados Federados de Micronesia; presentaba un área amplia de lluvias y tormentas eléctricas. Durante las siguientes horas, el sistema mostraba bandas convectivas muy profundas sobre condiciones favorables. El 3 de noviembre, la JMA, la JTWC y la PAGASA nombraron a este sistema como una depresión tropical; estas dos últimas organizaciones la nombraron como Treinta-W y Wilma respectivamente. La depresión tocó tierra el 4 de noviembre en Compostela del Valle en la provincia filipina de Mindanao. Al salir del territorio filipino, en condiciones ligeramente favorables, la depresión organizó ligeramente convección profunda concentrado al norte de su centro de circulación parcialmente expuesto; el sistema había sido declarado como tormenta tropical por la JTWC con la misma denominación: 30W el 5 de noviembre a las 15:00 UTC, puesto que la Agencia Meteorológica de Japón es la que asigna los nombres a los ciclones tropicales por ser el Centro Meteorológico Regional Especializado. Sin embargo, seis horas después el sistema fue degradado a una depresión tropical mostrando una estructura irregular con bandas convectivas fragmentadas y un centro de circulación no definido, debido a las condiciones infavorables que se presentaban en el Mar de la China Meridional. La depresión fue finalmente visto por la JTWC el 6 de noviembre a las 15:00 UTC, mientras se ubicaba a 328 kilómetros al este de la ciudad de Ho Chi Minh, Vietnam donde horas después tocó tierra, disipándose el 7 de noviembre. Sin embargo, sus remanentes regeneraron al este de la península de Malaca donde horas después cruzó el merdiano 100°.

### Tifón Haiyan (Yolanda)
El precursor de Haiyan fue un área de baja presión que empezó a vigilarse el 2 de noviembre, a 428 kilómetros al este-sureste de Pohnpei, Estados Federados de Micronesia. Este sistema se encontraba iniciando el proceso de convección profunda. Día después, la JMA ascendió a la categoría de Depresión tropical, mientras la JTWC lo denominó como la Depresión tropical Treinta y uno-W (31W). Durante las horas siguientes a su formación, la depresión había consolidado su convección alrededor de su centro de circulación de nivel bajo. Debido a esto, a las 0:00 UTC del 4 de noviembre, la JMA ascendió a la depresión, denominándola como la Tormenta tropical Haiyan, el ciclón número treinta de la temporada; esto fue confirmado por la JTWC a las 03:00 UTC. Por el hecho de encontrarse en condiciones muy favorables, Haiyan se intensificó de forma rápida hasta alcanzar el estatus de  tifón de categoría uno por la JTWC el 5 de noviembre a las 03:00 UTC y tormenta tropical severa por la JMA 3 horas antes, siendo considerado como un tifón a las 18:00 UTC. Pasaron veinticuatro horas desde su categorización como tifón, el cual a las 03:00 UTC del 6 de noviembre ya fue considerado como un supertifón.  A las 15:00 UTC de ese día, mientras se ubicaba a 209 kilómetros al noreste de Kolor, Palaos, Haiyan fue considerado como un supertifón de categoría cinco con vientos de 260 km/h en un minuto y ráfagas más fuertes.
Después de esto, a las 12:00 AM (hora local), 16:00 UTC, el tifón entró al Área de Responsabilidad Filipina (PAR por sus siglas en inglés) el cual la PAGASA lo nombró como Yolanda. Debido a la amenaza que representó, en Filipinas, las autoridades, en especial el presidente Benigno Aquino III advirtió a toda la población a estar alerta ante la llegada del ciclón. Se ordenó la disposición de tres aviones cargo, 32 aviones y helicópteros de la fuerza aérea. Además se ordenó evacuar a la población quienes viven en zonas vulnerables en el centro del país, con suspensiones de clases y cierres de negocios. A las 21:00 UTC del 7 de noviembre, la JTWC afirmaba que Haiyan alcanzó su máximo pico de intensidad, con vientos de 315 km/h en un minuto, 230 km/h en 10 minutos con una presión mínima de 895 hPa, considerando así, no solo como el ciclón tropical más fuerte de la temporada de ciclones en el 2013 en todas las cuencas, si no como uno de los ciclones más intensos en el que se haya tenido registro en toda la historia, solo superado por el tifón Tip de 1979. Dos horas antes, a las 19:00 UTC, el sistema tocó tierra en la localidad de Guiuan, en la provincia filipina de Sámar Oriental. Al desplazarse sobre el archipiélago, Haiyan descargó su intensidad propiciando daños severos, tales como la caída de 30 árboles, el éxodo de aproximadamente 800.000 personas de sus hogares y cuatro millones de personas fueron damnificadas en la ciudad de Tacloban. En Bisayas Centrales, se han reportado varios muertos y heridos debido a las marejadas ciclónicas del ciclón. Un total de 71.623 familias estuvieron en los centros de evacuación mientras el ciclón se desplazaba sobre la ciudad. Once mil casas fueron destruidas en Aklan, con consecuencias fatales.
El 9 de noviembre, la PAGASA informó que Yolanda había salido del Área de Responsabilidad Filipina registrando vientos máximos de 195 km/h en un minuto, 165 km/h en 10 minutos con una presión mínima de 940 hPa, siendo considerado por la JTWC, como un tifón de categoría tres. El tifón, a pesar de encontrarse sobre las aguas del Mar de la China Meridional, fue debilitándose gradualmente deformando su estructura ciclónica y consecuentemente disminuyendo su velocidad de vientos. A las 21:00 UTC del 10 de noviembre, Haiyan tocó tierra en Haiphong, ubicado a 161 kilómetros al noreste de Hanoi, Vietnam como tormenta tropical severa. A las 12:00 UTC, la JMA emitió su último aviso indicando la disipación de este sistema.

### Tormenta tropical Podul (Zoraida)
El 9 de noviembre, la Agencia Meteorológica de Japón reportó la formación de una depresión tropical a 1.330 kilómetros al noroeste de Port Moresby, Papúa Nueva Guinea. El sistema entró al Área de Responsabilidad Filipina y fue nombrado por la PAGASA como Zoraida en 11 de noviembre. Durante las siguientes horas, el sistema estuvo desplazándose en dirección oeste-noroeste, el cual a las 11:00 AM del (03:00 UTC) del 12 de noviembre tocó tierra en la provincia filipina de Dávao Oriental. Después de esto, la PAGASA lo degradó a un área de baja presión. Al salir al Mar de la China Meridional el 13 de noviembre, aun siendo considerado por la JMA como depresión tropical, el sistema se desarrolló estructuralmente, con una convección profunda constituyéndose alrededor de su centro de circulación de nivel bajo aunque concentrado al oeste en medio de un ambiente marginalmente propicio para un desarrollo ciclónico, con la presencia de una cizalladura de viento moderada. Por esto, la JTWC declaró la formación de la Depresión tropical Treinta y dos-W, mientras que la JMA ascendió al sistema a la categoría de tormenta tropical con nombre: Podul, encontrándose ubicado a 545 kilómetros al este-noreste de Ho Chi Minh City, Vietnam. En las horas siguientes a su formación, Podul desorganizó su centro de circulación, su convección profunda fue desplazada al noroeste en un área en donde las condiciones eran marginalmente propicias para su desarrollo. El 15 de noviembre, el sistema finalmente tocó tierra sobre Vietnam, con una posterior desorganización; por lo tanto el sistema dejó de ser vigilado por la JMA y la JTWC.

### Depresión tropical Lehar
Esta depresión fue el precursor del ciclón Lehar en el océano Índico norte. Este sistema empezó a ser vigilado por la JMA el 19 de noviembre a 365 kilómetros al oeste de Kuala Lumpur, Malasia. En las siguientes horas, el sistema se desplazó al oeste-noroeste sobre condiciones extremadamente favorables para un desarrollo mientras se ubicaba sobre la península de Malaca durante el 21 de noviembre. El sistema fue subsecuentemente observado por última vez por la JMA al día siguiente, mientras cruzaba el meridiano 100ºE y entró en contacto con el océano Índico, donde se convirtió en el ciclón antes mencionado.

### Depresión tropical Treinta y tres-W
La depresión tropical Treinta y tres-W duró poco; empezó a ser vigilado por la JMA y por la JTWC el 3 de diciembre mientras se ubicaba a 692 kilómetros al oeste-noroeste de Guam.  En este sistema se había desarrollado una circulación de nivel medio fuerte, con bandas convectivas estrechadas en un centro de circulación de nivel bajo definido y una convección profunda desplazada al este. Al día siguiente, la depresión se desplazó rápidamente al noreste con pocos cambios en su intensidad debido a la presencia de una cizalladura de viento vertical muy fuerte. El sistema expuso su centro de circulación sin una convección adyacente disipándose finalmente debido a condiciones infavorables.

## Otras tormentas

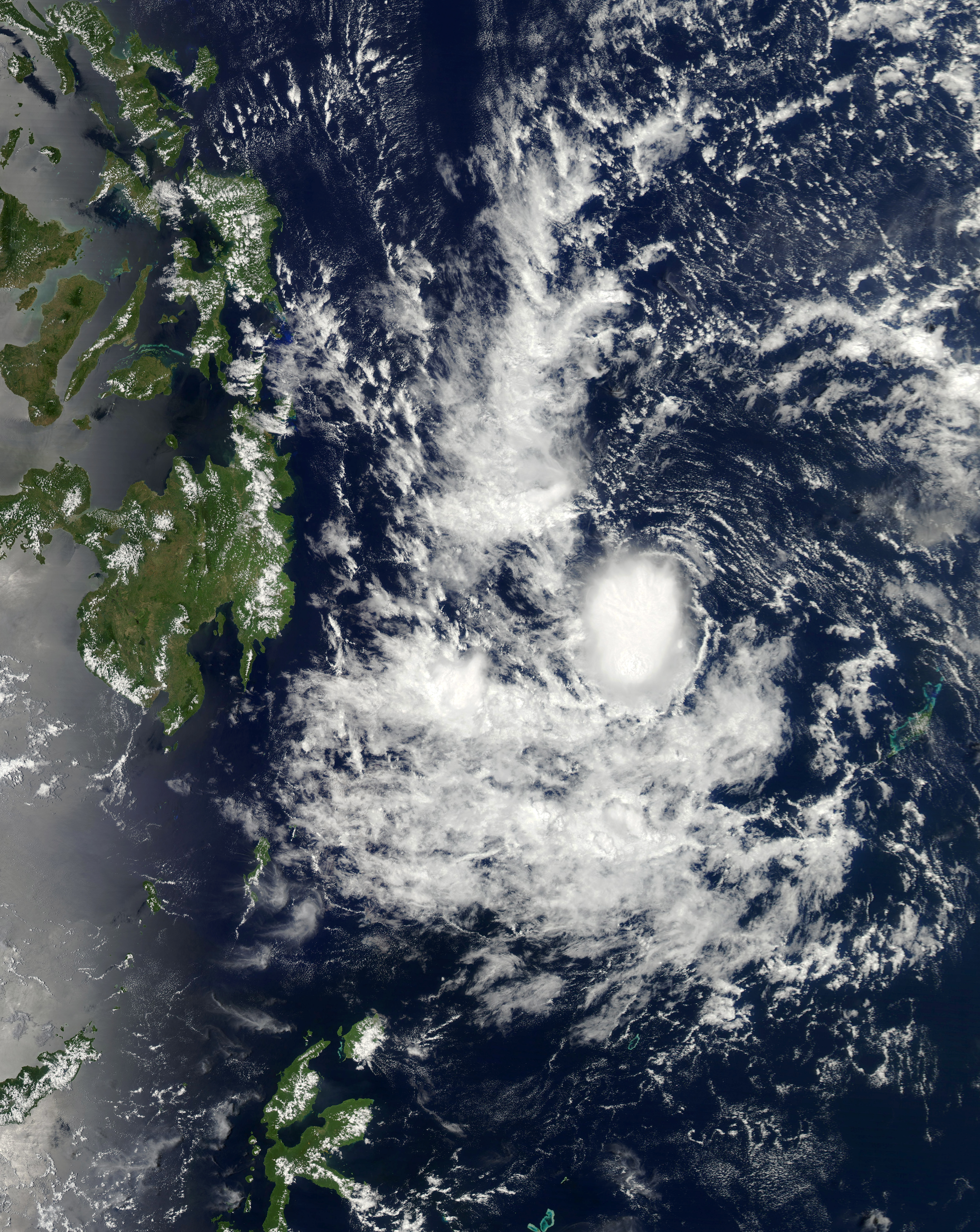
Una depresión tropical al este de las Filipinas, el 20 de marzo de 2013.

- El 20 de marzo, la JMA reportó que una depresión tropical se había desarrollado a 1470 kilómetros al sureste de Manila, en un área de cizalladura de viento vertical. Sobre los siguientes dos días el sistema se movió al oeste-noroeste, antes de disiparse el 22 de marzo al sur de Mindanao.
- A las 18:00 UTC del 11 de abril, la JMA empezó a monitorear una depresión tropical que se desplazaba al oeste en el Golfo de Tailandia. En ese tiempo, la depresión tuvo una presión mínima de 1008 hPa. El disturbio persistió por poco tiempo, y por lo tanto la JMA no emitió ninguna actualización más sobre este sistema.[368]
- El 14 de junio, la Administración Meteorológica China (CMA) reportó el desarrollo de una depresión tropical, presentando una circulación amplia sobre el Mar de la China Meridional a 420 kilómetros al suroeste de Hong Kong.[369][370] El sistema se movió al noreste en conjunto con un área de alta presión al sureste de China, trayendo vientos fuertes sobre el este de China y Hong Kong.[371] El sistema fue subsecuentemente visto por última vez por la CMA el 15 de junio mientras se localizaba sobre la isla de Hainan.[372][373]
- El 18 de julio, la JMA reportó una depresión tropical con una baja monzónica en un ambiente desfavorable para un desarrollo, a 710 kilómetros al suroeste Manila, Filipinas.[374][375] Sobre los próximos dos días el sistema se movió sobre Hainan y el norte de Vietnam, se disipó el 20 de julio a 250 kilómetros al sureste de Hanoi, Vietnam.
- El 10 de agosto, una depresión tropical se formó al este de Vietnam en el Mar de la China Meridional, de un disturbio que se formó en el Mar de las Filipinas.[376]
- El 27 de agosto, la JMA reportó una depresión tropical que se desarrolló en un área en donde se encontraba una cizalladura de viento vertical bajo o moderado, se encontraba ubicado a 685 kilómetros al sur de Hong Kong.[377][378]
- El 28 de agosto, la JMA empezó a monitorear una depresión tropical que se desarrolló, en un área de cizalladura de viento a 925 kilómetros al noroeste de la Base de la fuerza aérea estadounidense Anderson en Guam.[379][380] Durante las horas, el sistema permaneció estacionario, un aire seco empezó a influir sobre el sistema, exponiéndolo su centro de circulación de nivel bajo, del norte al sur del sistema.[381][382]

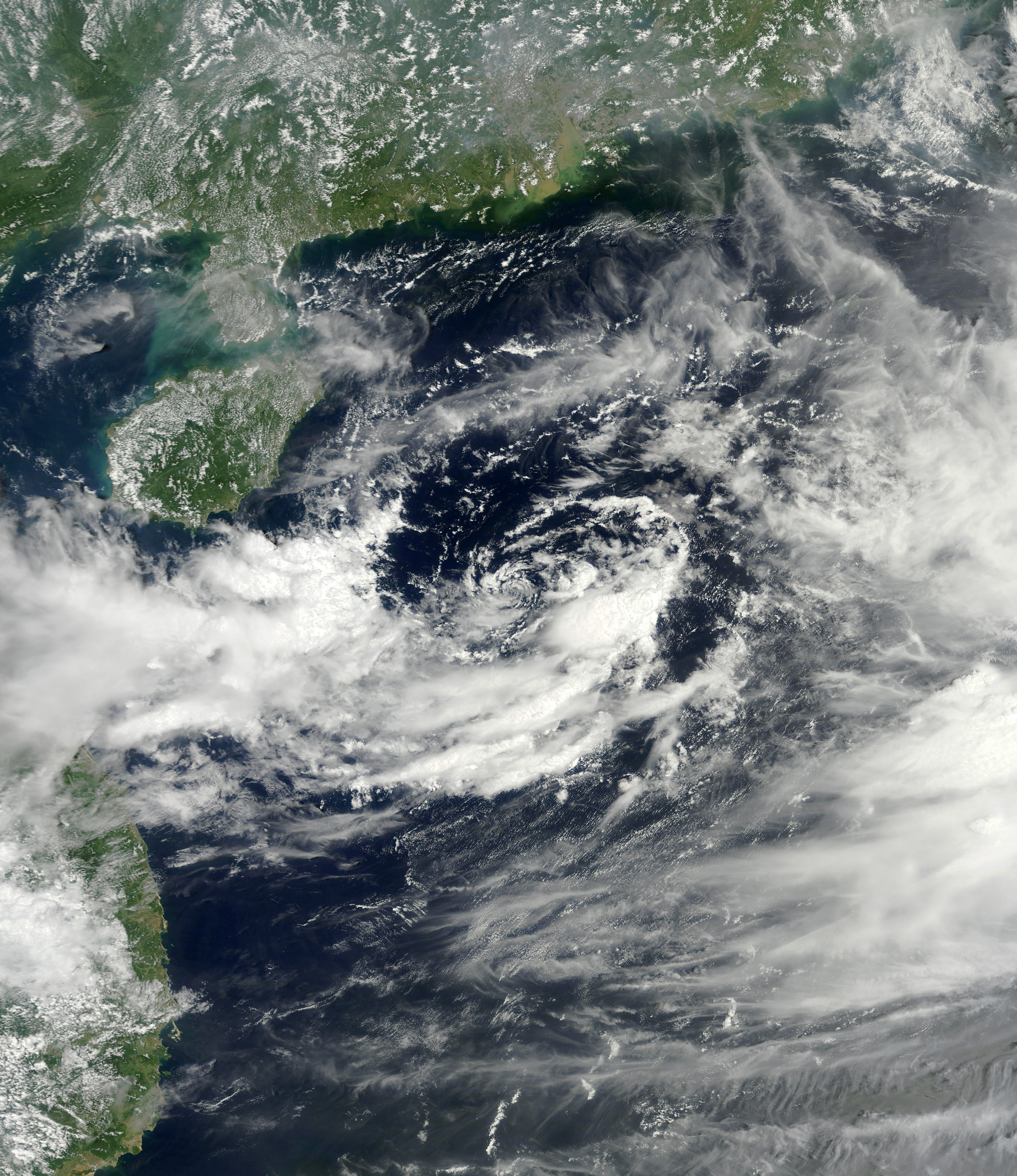
Otra depresión tropical en el mar de la China Meridional, el 28 de agosto de 2013.

- El 16 de septiembre, la JMA reportó que una depresión tropical se había desarrollado con una cizalladura de viento de ligero a moderado, ubicado a 420 kilómetros al noreste de Manila.[383][384] Durante ese día el sistema se desplazó en dirección oeste-noroeste antes de que la JMA emitiese su último aviso, luego este se disipó a 600 kilómetros al sur de Hong Kong.[385][386][387]
- El 23 de septiembre una depresión tropical brevemente se formó a 1.600 kilómetros al norte de la Isla Wake, se disipó tiempo más tarde.[388]
- El 2 de octubre, la JMA empezó a vigilar una depresión tropical que se había desarrollado a 900 kilómetros al noreste de la Isla Wake[389] Sobre el siguiente día, el sistema permaneció estacionario antes de disiparse el 4 de octubre.[390][391][392]
- El 18 de noviembre, la JMA empezó a vigilar a una depresión tropical que se desarrolló mientras se ubicaba a 215kilómetros al oeste de Bandar Seri Begawan, Brunéi.[393] Durante ese día, el sistema se desplazó al oeste, antes de ser visto por última vez por la JMA horas más tarde.[394][395]

## Nombres de los Ciclones Tropicales
Dentro del océano Pacífico noroccidental, ambos la JMA y PAGASA asigna nombres a los ciclones tropicales que se desarrollan en el Pacífico Oeste, los cuales resultan en un ciclón tropical con dos nombres. El Centro Meteorológico Regional Especializado de la Agencia Meteorológica de Japón - Typhoon Center asigna nombres internacionales a ciclones tropicales en nombre del comité de tifones de la Organización Meteorológica Mundial, deben de ser revisados si tienen una velocidad de vientos sostenidas en 10 minutos de 65 km/h. Los nombres de ciclones tropicales muy destructivos son retirados, por PAGASA y el Comité de Tifones. En caso de que la lista de nombres para la región filipina se agote, los nombres serán tomados de una lista auxiliar en el cual los primeros diez son publicados en cada temporada. Los nombres en negrita son de las tormentas formadas.

### Nombres internacionales
Los ciclones tropicales son nombrados de la siguiente lista del Centro Meteorológico Regional Especializado en Tokio, una vez que alcanzan la fuerza de tormenta tropical. Los nombres son aportados por miembros de la ESCAP/WMO Typhoon Committee. Cada miembro de las 14 naciones o territorios contribuyen con 10 nombres, el cual son usados en orden alfabético, por el nombre Inglés del país. Los siguientes 29 nombres usados son:
| - Sonamu (1301) - Shanshan (1302) - Yagi (1303) - Leepi (1304) - Bebinca (1305) - Rumbia (1306) | - Soulik (1307) - Cimaron (1308) - Jebi (1309) - Mangkhut (1310) - Utor (1311) - Trami (1312) | - Kong-rey (1315) - Yutu (1316) - Toraji (1317) - Man-yi (1318) - Usagi (1319) - Pabuk (1320) | - Wutip (1321) - Sepat (1322) - Fitow (1323) - Danas (1324) - Nari (1325) - Wipha (1326) | - Francisco (1327) - Lekima (1328) - Krosa (1329) - Haiyan (1330) - Podul (1331) |  |

#### Ciclones provenientes de otras regiones
| - Pewa (1313) - Unala (1314) |

### Filipinas
La PAGASA usa sus propios nombres para los ciclones tropicales en su área de responsabilidad. Ellos asignan nombres a las depresiones tropicales que se formen dentro de su área de responsabilidad y otro ciclón tropical que se mueva dentro de su área de responsabilidad. En caso de que la lista de nombres dadas a un año sean insuficientes, los nombres de la lista auxiliar serían tomados, los primeros diez de los cuales son publicados cada año antes que la temporada empiece. Los nombres no retirados serán usados en la temporada del 2017. Esta fue la misma lista usada en la temporada del 2009, a excepción de Fabian, Odette y Paolo los cuales reemplazaron a Feria, Ondoy y Pepeng respectivamente. Los nombres no usados están marcados con gris.
| - Auring (1301) - Bising - Crising (1302) - Dante (1303) - Emong (1304) | - Fabian (1305) - Gorio (1306) - Huaning (1307) - Isang (1308) - Jolina (1309) | - Kiko (1310) - Labuyo (1311) - Maring (1312) - Nando (1315) - Odette (1319) | - Paolo (1321) - Quedan (1323) - Ramil (1324) - Santi (1325) - Tino (1326) | - Urduja (1327) - Vinta (1329) - Wilma - Yolanda (1330) - Zoraida (1331) |

| - Alamid (sin usar) - Bruno (sin usar) | - Conching (sin usar) - Dolor (sin usar) | - Ernie (sin usar) - Florante (sin usar) | - Gerardo (sin usar) - Hernan (sin usar) | - Isko (sin usar) - Jerome (sin usar) |

### Retiro
La ESCAP/WMO Typhoon Committee acordó en su sesión anual, realizado en febrero de 2014, el retiro de los nombres: Sonamu, Utor, Fitow y Haiyan por la cantidad de pérdidas materiales y humanas que provocaron a lo largo de su trayectoria. El retiro se hizo efectivo a partir del 1 de enero de 2015 y estos nombres fueron reemplazados por Jongdari, Barijat, Mun y Bailu respectivamente. Mientras tanto, la PAGASA, decidió retirar los nombres de Labuyo, Santi y Yolanda de sus listas de nombres para ciclones tropicales, y nunca serán usados para nombrar a otro ciclón que entre al área de responsabilidad filipina, fueron reemplazados por Lannie, Salomé y Yasmín en febrero de 2014.